# Mazaído (Ares)
Mazaído es una aldea española situada en la parroquia de Camouco, del municipio de Ares, en la provincia de La Coruña, Galicia.

## Demografía
| Gráfica de evolución demográfica de Mazaído entre 2000 y 2018 |
|                                                               |
| Datos según el nomenclátor publicado por el INE.              |